# Thomas Bruce, VII conte di Elgin
Lord Edging Thomas Bruce, VII conte di Elgin (Broomhall, 20 luglio 1766 – Parigi, 14 novembre 1841), è stato un nobile e diplomatico britannico famoso per aver asportato le sculture di marmo dall'acropoli di Atene, soprattutto dal Partenone e dall'Eretteo, e averle trasportate in Gran Bretagna. Queste opere sono perciò dette marmi di Elgin e costituiscono una parte fondamentale della collezione del British Museum.

## Biografia
Fu il secondo figlio maschio di Charles Bruce, V conte di Elgin, e di sua moglie Martha White. Ereditò il titolo nel 1771 dal fratello maggiore, William, VI conte di Elgin, morto a soli 5 anni.
La sua casa era Broomhall House, a Fife, la sede della famiglia dei capi del clan Bruce. Alcune delle antichità di Elgin rimangono lì.

## Carriera
Illustre esponente della nobiltà scozzese, fu eletto uno dei pari rappresentativi della Scozia alla Camera dei lord nel 1790 e mantenne la carica fino al 1807. Nel 1791 iniziò la sua lunga carriera diplomatica come inviato in Austria. In seguito fu a Bruxelles prima che i francesi conquistassero i Paesi Bassi, e in Prussia nel 1795.
Lord Elgin fu nominato ambasciatore britannico presso il Sultano di Costantinopoli (1799-1803). In questi anni riuscì nel difficile compito di estendere l'influenza britannica in Turchia durante il periodo delle guerre napoleoniche e pare che la moglie lo aiutasse molto nel suo compito diplomatico, soprattutto finanziariamente. Ma questo periodo fu per lui molto problematico sul piano personale.
Fin da giovane Elgin soffrì di un disturbo, descritto come reumatico, che doveva invece essere una forma di sifilide. Durante il suo soggiorno a Costantinopoli la malattia gli causò la perdita del naso, sfigurandolo tanto da costringerlo a portare una maschera in pubblico. Inoltre, probabilmente a causa della malattia del padre, il suo primogenito era affetto da epilessia, e il suo secondo figlio maschio, William, morì a poco più di un anno d'età per una strana febbre.
Nel 1803, durante il suo viaggio di ritorno in patria, Napoleone dichiarò guerra al Regno Unito. Così, mentre Lord Elgin transitava per la Francia insieme alla moglie, fu preso come prigioniero di guerra e detenuto per molti mesi. Lady Elgin dovette tornare a casa senza di lui, e venne accusata di aver avuto una relazione con uno dei suoi accompagnatori durante il viaggio.
Al suo ritorno in patria Lord Elgin, oberato di debiti, non riuscì a vendere i suoi marmi al British Museum per la cifra che aveva chiesto, e citò quindi in giudizio il presunto amante della moglie per una cifra ragguardevole.
Ottenne il divorzio da Mary Nisbet per adulterio nel 1807 con un'azione legale, che venne poi ratificata da un atto del Parlamento nel 1808, creando un grande scandalo.

## Matrimonio

### Primo matrimonio
Sposò, l'11 marzo 1799, Mary Hamilton-Nisbet, figlia di William Hamilton Nisbet e Mary Manners. Ebbero quattro figli:
- Lord George Charles Kostantin (1800-1840);
- Lady Lucy Bruce (?-4 settembre 1881), sposò John Grant, ebbero una figlia;
- Lady Mary Bruce (?-21 dicembre 1883), sposò Robert Dundas, ebbero una figlia;
- Lady Matilda Harriet Bruce (?-31 agosto 1857), sposò Sir John Maxwell, VIII Baronetto, non ebbero figli.

### Secondo matrimonio
Sposò, il 21 settembre 1810, Elizabeth Oswald, figlia di James Townsend Oswald. Ebbero sette figli:
- James Bruce, VIII conte di Elgin (1811-1863);
- Lord Robert Bruce (15 marzo 1813-27 giugno 1862), sposò Katherine Mary Shaw-Stewart, non ebbero figli;
- Lord Frederick William Adolphus Bruce (14 aprile 1814-settembre 1867);
- Lady Frances Anna Bruce (?-16 agosto 1894), sposò Evan Baillie, ebbero quattro figli;
- Lady Charlotte Christian Bruce (?-26 aprile 1872), sposò Frederick Locker-Lampson, ebbero una figlia;
- Lady Augusta Frederica Elizabeth Bruce (?-1º marzo 1876), sposò Arthur Penrhyn Stanley, non ebbero figli;
- Lord Thomas Charles Bruce (15 febbraio 1825-23 novembre 1890), sposò Sarah Caroline Thornhill, ebbero quattro figli.

## Morte
Lord Elgin passò i suoi ultimi anni in Francia per sfuggire ai creditori. Alla sua morte lasciò la famiglia oberata di debiti, che furono saldati solo molti anni più tardi dai suoi eredi. I marmi furono comprati dal Regno Unito solo nel 1816.

## Spoliazione dei siti antichi
Il periodo tra diciottesimo e diciannovesimo secolo coincide con l'inizio del saccheggio delle opere d'arte greche, perpetrato in particolare da Francia e Inghilterra, ma anche dal Vaticano, a favore delle collezioni del British Museum, del Musée Napoleon (da cui si sviluppa il Louvre), della Gliptoteca di Monaco di Baviera e del museo Pio-Clementino, nucleo dei Musei Vaticani.
La spoliazione dei siti archeologici in Grecia è favorita dal contesto internazionale: la Grecia è dal XV secolo un dominio dell'Impero ottomano e il Sultano di Costantinopoli, a cavallo tra i secoli in questione, si sente troppo debole per rifiutare qualcosa ai suoi protettori, che dal 1799 al 1806 sono gli inglesi, i quali, preoccupati della dilagante influenza francese nel Mediterraneo, cercano di consolidare le proprie basi in Oriente. Del resto in Grecia non era difficile farsi rilasciare permessi di scavo: era sufficiente pagare i sorveglianti turchi.

## Attività di Lord Elgin
Dal 1799 al 1803, quando Lord Thomas Bruce fu ambasciatore britannico presso il Sultano di Costantinopoli, intraprese un viaggio in Grecia allo scopo di acquisire opere d'arte per il proprio governo e per impedire alla Francia di monopolizzare il mercato dell'arte: alcuni ritengono che Elgin agisse su incarico del governo britannico, altri ritengono, invece, che l'iniziativa fosse totalmente sua.
Ad Atene, Elgin avrebbe potuto scontrarsi con un pericoloso rivale, il vice-console francese Louis-François-Sébastien Fauvel (erudito e pittore, oltre che diplomatico) che, agendo su incarico dell'ambasciatore francese, stava allestendo un museo privato con sculture, calchi e vasi acquisiti su tutto il suolo greco: tutti ad Atene credevano che i marmi del Partenone fossero destinati ad abbellire, entro pochi anni, i musei di Parigi o di Londra.
La situazione, tuttavia, si presentò subito favorevole a Elgin, in quanto Fauvel e altri francesi nel 1798 erano stati arrestati dai turchi, probabilmente spinti dagli inglesi. Elgin trovò così campo libero e nel 1800 si fece rilasciare dalle autorità turche di Atene il permesso di effettuare sopralluoghi sull'Acropoli di Atene, unicamente al fine di effettuare rilievi, disegni e calchi. Elgin però riuscì ad andare ben oltre i limiti imposti dall'autorizzazione del governatore militare, ottenendo l'anno dopo dal Sultano stesso un firman, ossia un decreto che lo autorizzava a prelevare qualsiasi scultura o iscrizione, il cui asporto non mettesse a rischio le strutture della rocca: tra il 1801 e il 1805, quando l'autorizzazione viene revocata, schiere di operai guidate dal pittore italiano Giovanni Battista Lusieri si dedicarono a una vasta opera di smontaggio delle decorazioni architettoniche che colpì l'Acropoli in più punti, infierendo in particolare sul Partenone e sull'Eretteo.
Il cappellano di Elgin, tale Hunt, arrivò a proporre lo smontaggio completo dell'Eretteo al fine di ricomporlo in Inghilterra, ma in questo caso gli operai, forse ostacolati dalla protesta degli abitanti di Atene, si limitarono ad asportare solamente una delle cariatidi, sostituendola con un pilastro. Lo stesso Hunt propose inoltre di svellere e trasportare in patria i leoni collocati sopra l'architrave della porta della rocca di Micene, ma la lontananza del sito dal mare e le relative difficoltà di trasporto impedirono la realizzazione del progetto.

## Marmi di Elgin

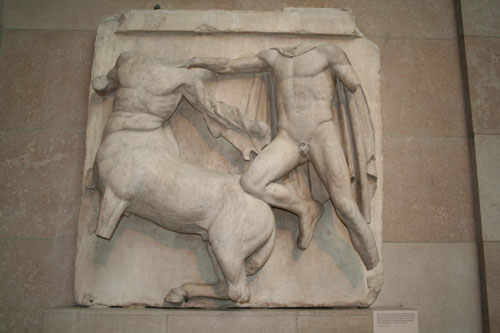
Uno degli altorilievi rimossi dalla spedizione di Lord Elgin e ora al British Museum

Tra i pezzi più importanti asportati da lord Elgin vi furono le metope che costituivano la decorazione dell'architrave del Partenone, rappresentanti la presa di Troia, la Gigantomachia, l'Amazzonomachia e la Centauromachia; alcune sculture che articolavano il racconto mitologico della nascita di Atena, sul frontone orientale, e della contesa fra Atena e Poseidone per il predominio in Attica, sul frontone occidentale; il fregio continuo che decorava l'interno della cella contenente la statua della dea e raffiguranti la celebrazione delle feste panatenaiche. Sono questi i cosiddetti "marmi Elgin".
Nella foga dello smontaggio, gli operai non esitarono a danneggiare, anche gravemente, le strutture degli edifici, come ricordano lo studioso di cultura greca Clarke e lo scrittore francese Chateaubriand, il quale, nel suo resoconto di viaggio pubblicato nel 1811, accusa Elgin di aver devastato il Partenone:
(François-René de Chateaubriand, Viaggio in Grecia, itinerario da Parigi a Gerusalemme, 1811)
Già a partire dal 26 dicembre 1801, temendo intrighi da parte dei francesi, Elgin aveva noleggiato una nave, la Mentor, su cui iniziò a imbarcare i reperti. Nel gennaio del 1804 arrivano in Inghilterra le prime 65 casse contenenti i primi materiali sottratti all'acropoli, che rimasero fino al 1816 alloggiate in un padiglione temporaneo fatto costruire appositamente nella casa di Elgin, il quale si vide rifiutato l'acquisto da parte del British Museum a causa dell'alto prezzo richiesto. Solo nel 1816 si arrivò a un accordo tra le parti e i marmi, divenuti di proprietà statale, furono trasferiti al British Museum, in una galleria appositamente allestita dove risiedono tutt'oggi.
Ancora prima che i marmi arrivassero in Inghilterra, il mondo culturale britannico si sollevò contro il saccheggio: oltre a Clarke, un altro studioso che era anche il viaggiatore e archeologo, Edward Dodwell, ricorda con dispiacere di aver assistito personalmente a quello che lui stesso definisce "il saccheggio del Partenone, quando il tempio fu spogliato delle sue più belle sculture e alcuni elementi architettonici furono abbattuti senza pietà. All'estremità sud-ovest vidi staccare molte metope". È tuttavia il poeta Byron a scagliarsi più duramente di altri contro Elgin, definendolo, nel Pellegrinaggio del giovane Aroldo, come il "predone" che ha saccheggiato "le misere reliquie di una terra sanguinante".
Va comunque ricordato che Lord Elgin trovò i templi dell'Acropoli di Atene in uno stato di completo degrado. I turchi avevano usato gran parte dei marmi, da lui poi recuperati, come materiale da costruzione, anche frantumandoli per farne calce, trasformando i templi in ginecei. Inoltre erano soliti staccare metope e statue distruggendole per recuperare il piombo delle staffe che li legavano alla struttura architettonica allo scopo di ricavarne munizioni. Per quanto i metodi di Elgin fossero discutibili, probabilmente senza il suo intervento le statue di Fidia sarebbero andate interamente perdute.

## Lord Elgin nella letteratura
Thomas Bruce, VII Conte di Elgin è uno dei protagonisti del romanzo storico Le due donne del Partenone scritto da Karen Essex.